# Жикішу-де-Жос (комуна)
Жикішу-де-Жос (рум. Jichișu de Jos) — комуна у повіті Клуж в Румунії. До складу комуни входять такі села (дані про населення за 2002 рік):
- Жикішу-де-Жос (452 особи)
- Жикішу-де-Сус (258 осіб)
- Кодор (438 осіб)
- Терпіу (130 осіб)
- Шигеу (49 осіб)

Комуна розташована на відстані 348 км на північний захід від Бухареста, 41 км на північ від Клуж-Напоки.

## Населення
За даними перепису населення 2002 року у комуні проживали 1327 осіб.
Національний склад населення комуни:
| Національність | Кількість осіб | Відсоток |
| -------------- | -------------- | -------- |
| румуни         | 1321           | 99,5%    |
| цигани         | 4              | 0,3%     |
| угорці         | 2              | 0,2%     |

Рідною мовою назвали:
| Мова      | Кількість осіб | Відсоток |
| --------- | -------------- | -------- |
| румунська | 1323           | 99,7%    |
| угорська  | 2              | 0,2%     |
| циганська | 2              | 0,2%     |

Склад населення комуни за віросповіданням:
| Релігія        | Кількість осіб | Відсоток |
| -------------- | -------------- | -------- |
| православні    | 1207           | 91,0%    |
| греко-католики | 62             | 4,7%     |
| п'ятдесятники  | 50             | 3,8%     |
| римо-католики  | 2              | 0,2%     |
| реформати      | 1              | 0,1%     |